# Kostel svaté Kláry (Paříž)
Kostel svaté Kláry (fr. Église Sainte-Claire) je katolický farní kostel v 19. obvodu v Paříži na náměstí Place de la Porte de Pantin. Kostel je zasvěcen svaté Kláře.

## Historie
Kostel byl postaven v letech 1956–1958 podle plánů architekta André le Donné. V roce 1963 se stal farním kostelem.

## Architektura
Kostel je postaven z betonu a má tvar kvádru s polokoulí. Zajímavostí tohoto kostela je, že jako jediný v Paříži má vstup na boulevard périphérique.
Jeho výzdoba je velmi jednoduchá. Představuje několik malých obrazů a dvě sochy – Panny Marie s Ježíškem a svaté Kláry. Hlavním zdrojem světla jsou okna na chóru.